# Contursi Terme
Contursi Terme är en ort och kommun i provinsen Salerno i regionen Kampanien i Italien. Kommunen hade 3 332 invånare (2017).